# Мандельбахталь
Мандельбахталь (нім. Mandelbachtal) — громада в Німеччині, знаходиться в землі Саар. Входить до складу району Саарпфальц.
Площа — 57,71 км2. Населення становить 10 458 ос. (станом на 31 грудня 2021).